# Trichogrammatoidea hypsipylae
Trichogrammatoidea hypsipylae är en stekelart som beskrevs av Nagaraja 1979. Trichogrammatoidea hypsipylae ingår i släktet Trichogrammatoidea och familjen hårstrimsteklar.
Artens utbredningsområde är:
- Costa Rica.
- Venezuela.

Inga underarter finns listade i Catalogue of Life.